# Erynnia micida
Erynnia micida is een vliegensoort uit de familie van de sluipvliegen (Tachinidae). De wetenschappelijke naam van de soort is voor het eerst geldig gepubliceerd in 1968 door Henry Jonathan Reinhard.